# Tipula holoptera
Tipula holoptera är en tvåvingeart som beskrevs av Edwards 1939. Tipula holoptera ingår i släktet Tipula och familjen storharkrankar. Inga underarter finns listade i Catalogue of Life.